# 7e Golden Globe Awards
De 7e Golden Globe Awards, waarbij prijzen werden uitgereikt in verschillende categorieën voor de beste Amerikaanse films van 1949, vonden plaats op 23 februari 1950 in het Hollywood Roosevelt Hotel in Los Angeles, Californië.

## Winnaars en genomineerden

#### Beste film
- All the King's Men
  - Come to the Stable

#### Beste regisseur
- Robert Rossen - All the King's Men
  - William Wyler - The Heiress

#### Beste acteur
- Broderick Crawford - All the King's Men
  - Richard Todd - The Hasty Heart

#### Beste actrice
- Olivia de Havilland - The Heiress
  - Deborah Kerr - Edward, My Son

#### Beste mannelijke bijrol
- James Whitmore - Battleground
  - David Brian - Intruder in the Dust

#### Beste vrouwelijke bijrol
- Mercedes McCambridge - All the King's Men
  - Miriam Hopkins - The Heiress

#### Beste mannelijke nieuwkomer
- Richard Todd - The Hasty Heart
  - Juano Hernandez - Intruder in the Dust

#### Beste vrouwelijke nieuwkomer
- Mercedes McCambridge - All the King's Men
  - Ruth Roman - Champion

#### Beste scenario
- Battleground - Robert Pirosh
  - Rope of Sand - Walter Doniger

#### Beste score
- The Inspector General - Johnny Green
  - All the King's Men - George Duning

#### Beste cinematografie
- Champion - Franz F. Planer
  - All the King's Men - Burnett Guffey

#### Beste buitenlandse film
- The Bicycle Thief, Italië
  - The Fallen Idol, Verenigd Koninkrijk

#### Bevorderen van internationaal begrip
- Vincent Sherman - The Hasty Heart
  - Maurice Cloche - Monsieur Vincent

#### Beste gebruik van kleur
- The Adventures of Ichabod and Mr. Toad
  - On the Town